# Luis Eyzaguirre
Luis Armando Eyzaguirre Silva (ur. 22 czerwca 1939 w Santiago), chilijski piłkarz, obrońca. Brązowy medalista MŚ 62.
W reprezentacji Chile zagrał 39 razy. Debiutował w 1959, ostatni raz zagrał w 1966. Podczas MŚ 62 wystąpił we wszystkich sześciu spotkaniach Chile, cztery lata później zagrał w jednym meczu. Był wówczas piłkarzem Universidad de Chile. Barw tego klubu bronił przez ponad dekadę, zdobył 6 tytułów mistrza kraju.